# Энергетики (район)

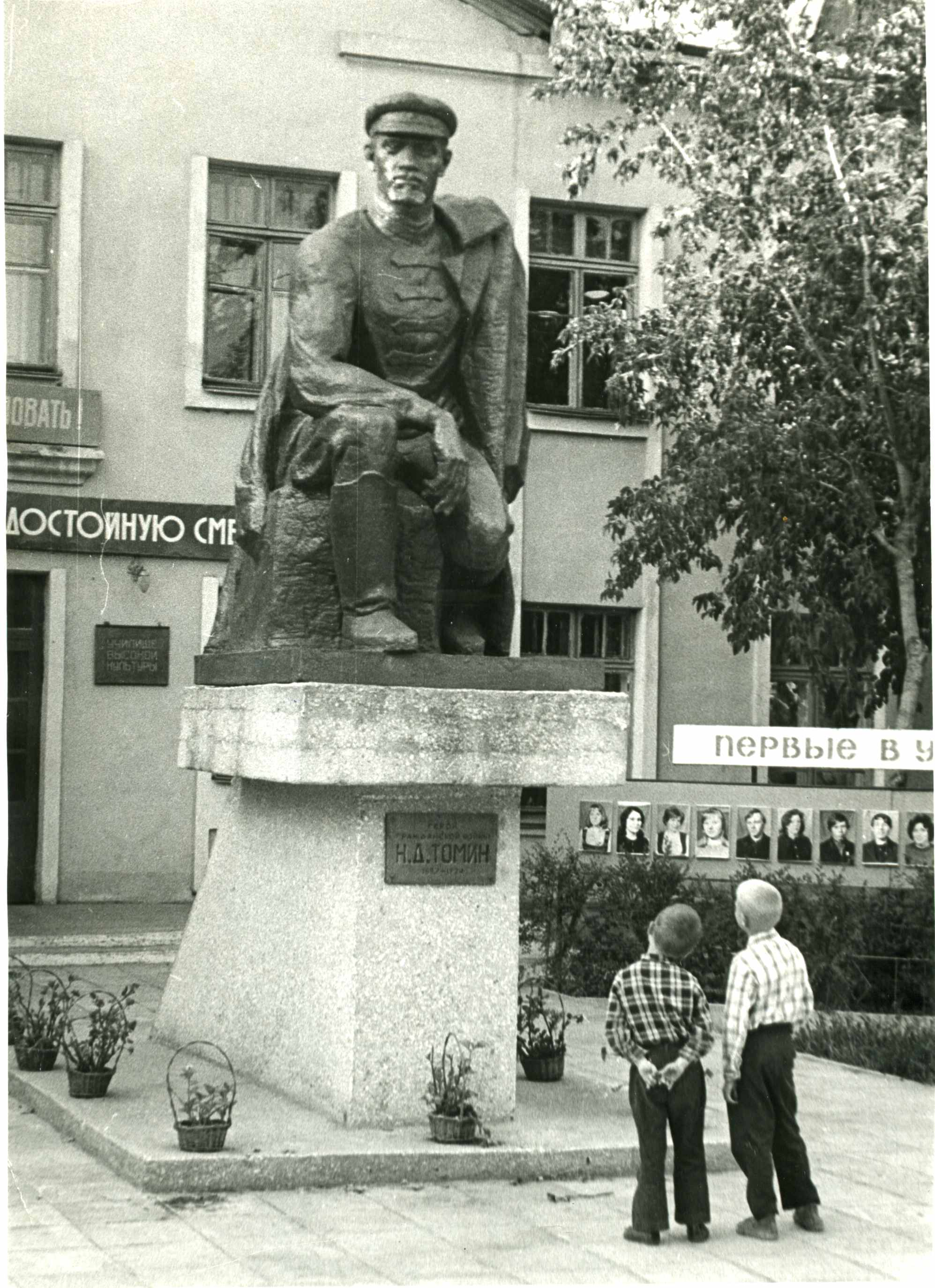
Памятник Н. Д. Томину, скульптор А. И. Козырев

Энергетики — жилой район в Кургане Курганской области России. В черте города с 1958 года.

## География
Находится в западной части города. Расстояние до центра города — 5 км.
Основная магистральная улица района — проспект Конституции. В состав района входят:
- посёлок станции Курганка.
- микрорайон Кулацкий (ранее — посёлок ТЭЦ).
- микрорайон Синтез.

Границы:
- с севера — железная дорога
- с востока — ул. Тельмана и река Тобол
- с юга — садоводческие товарищества
- с запада — Орловское водохранилище

## История
История района начинается вместе со строительством в 1951 году Курганской ТЭЦ, необходимой для обслуживания железной дороги. Неподалёку для работников теплоэлектроцентрали был выстроен посёлок Энергетиков.
12 сентября 1958 года п. Курганка предан из состава Черемуховского сельсовета Курганского района (ныне Кетовский муниципальный округ) в состав города Кургана.
26 июня 1962 года образован Советский район, в состав которого вошла вся западная часть города Кургана. 1 декабря 1991 года район упразднён.
Очередное развитие посёлок Энергетиков получил в 1960—1970-х годах с началом массового строительства типового жилья.
12 января 1983 года произошло обрушение здания общежития в Кургане по адресу проспект Конституции СССР, 32.

## Промышленные предприятия

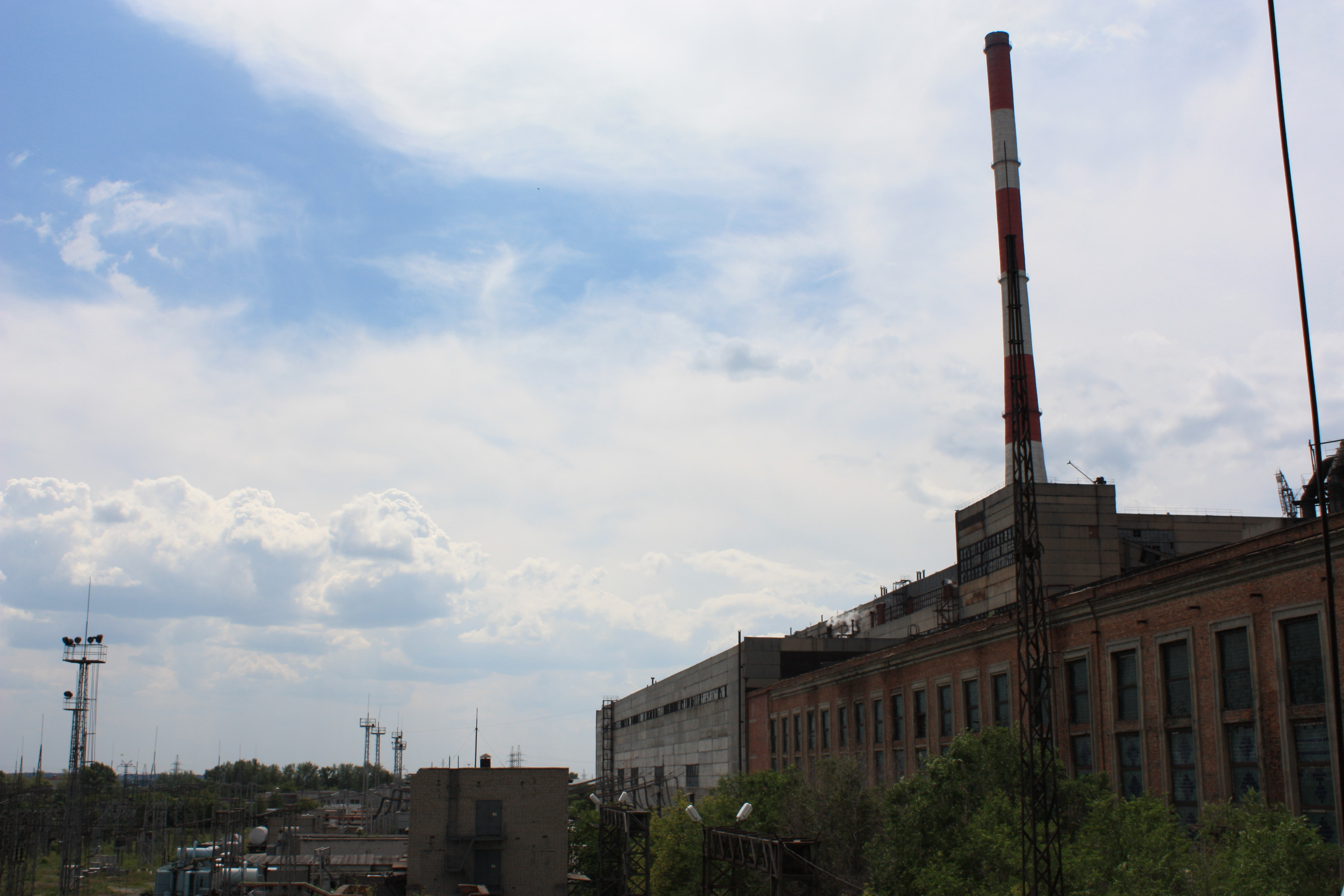
Дымовая труба Курганской ТЭЦ-1

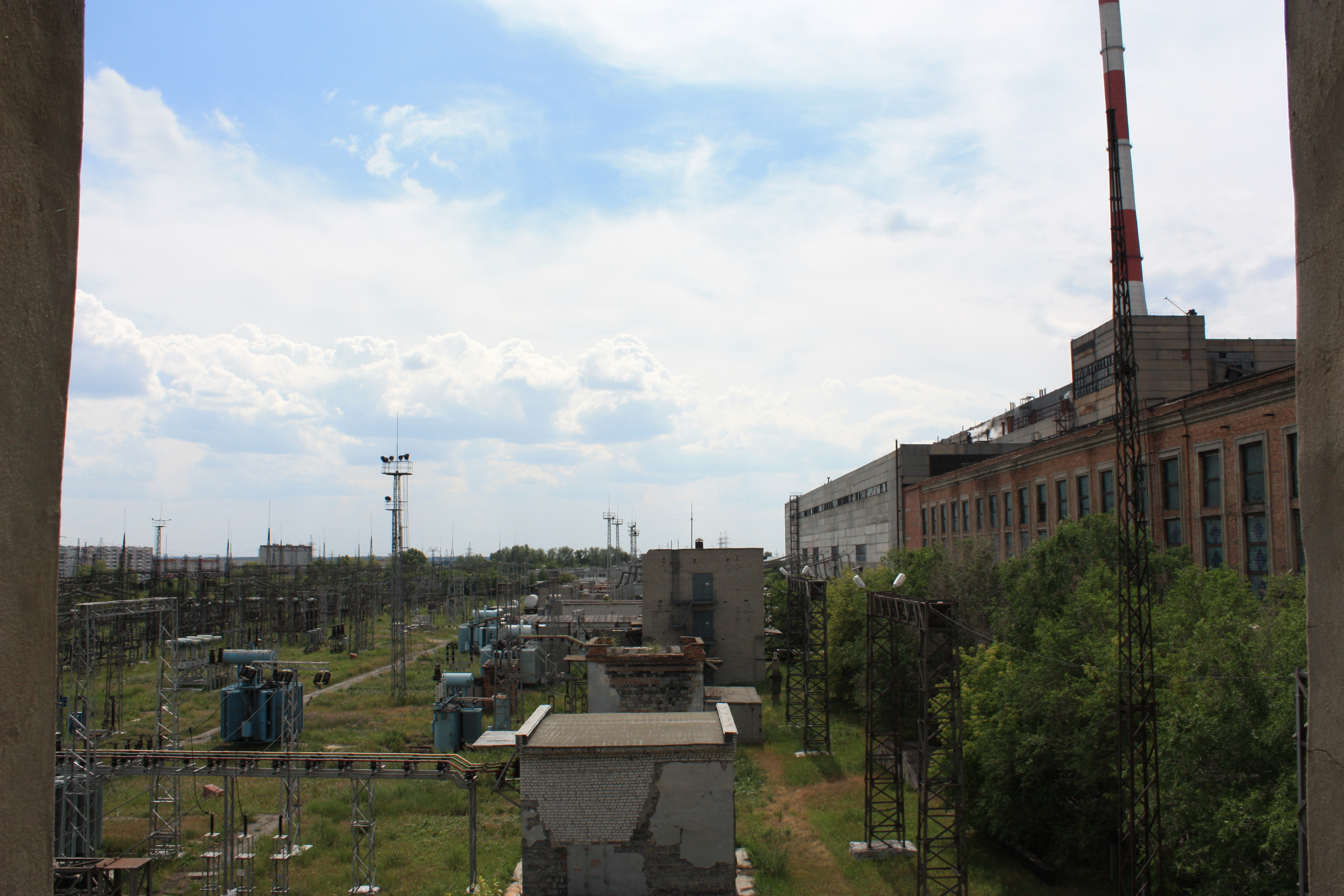
ТЭЦ-1

- «Курганская ТЭЦ — 1». Дымовая труба Курганской ТЭЦ-1 входит в список самых высоких труб (270 м.).
- ОАО "Акционерное Курганское общество медицинских препаратов и изделий «Синтез», просп. Конституции, 7

## Социальные объекты
- «Курганская областная детская клиническая больница им. Красного Креста», просп. Конституции 38
- «ОМОН Управления Росгвардии по Курганской области», ул. Краснодонская, 19а
- ГБУ «Центр социальной адаптации для лиц без определённого места жительства и занятий», ул. Краснодонская, 11а
- ГБУ «Курганский детский дом», просп. Конституции, 44

## Учебные заведения
- 3 детских сада:
  - № 5 «Солнечный» общеразвивающего вида, просп. Конституции, 71а
  - № 106 «Золотой петушок» комбинированного вида, просп. Конституции, 40а
  - № 85 «Улыбка» комбинированного вида, ул. Техническая, 7а
- Начальная школа-детский сад № 58, ул. Глинки, 14
- 3 средних школы:
  - дистанционного обучения детей-инвалидов, ул. Техническая, 4
  - № 40, просп. Конституции, 56
  - № 41, просп. Конституции, 53
- Курганский государственный колледж, просп. Конституции, 75
- Курганский технологический колледж имени Н. Я. Анфиногенова (корпус), просп. Конституции, 68
- Институт развития образования и социальных технологий (корпус), ул. Техническая, 3

## Инфраструктура
- Памятник Николаю Дмитриевичу Томину, скульптор А. И. Козырев, ул. Техническая, 3
- Культурно-исторический комплекс «Царёво городище», просп. Конституции, 32а
- Культурный центр «Курган», просп. Конституции, 60
- Гостиница «Курган», просп. Конституции, 52
- Гостиница «Мой уютный дом», просп. Конституции, 31а
- Гостиница «Три богатыря», просп. Конституции, 25а, к2
- Супермаркет «Метрополис», просп. Конституции, 59; просп. Конституции, 73; ул. Белинского, 20.
- Универсам «Магнит», просп. Конституции, 67а
- ТЦ «Аруна», просп. Конституции, 52а
- Магазин «Красное и Белое», ул. Краснодонская, 14
- Магазин «Прогресс», просп. Конституции, 61

## Общественный транспорт
На территории района находятся 16 автобусных остановок, которые обслуживают 19 автобусных маршрутов. В районе Энергетики находится железнодорожная станция Курганка. До 2015 года по проспекту Конституции проходили маршруты троллейбусов (контактная сеть демонтирована в 2016 году).

## Церковь
В декабре 1999 года на территории поселка Энергетиков была зарегистрирована религиозная община — Свято-Троицкий приход. В 2005 году Администрацией города Кургана под храм передано отдельно стоящее одноэтажное здание бывшего рентгенкабинета.
В апреле 2006 года была проведена первая Литургия в храме Пресвятой Живоначальной Троицы. С 2010 года при Свято-Троицком храме действует воскресная школа «Покров». В 2014 году Свято-Троицкому приходу передано здание бывшего детского сада с целью организации в нём православного детского сада и расширения деятельности воскресной школы. В храме есть ковчег с мощами Святителя Николая Чудотворца, в виде «стопочки», так как считается, что мощи взяты именно со стопы святого. Храм расположен по адресу: Техническая ул., 10а; воскресная школа — Техническая ул., 11.